# Мінарет Баб аль-Асбат

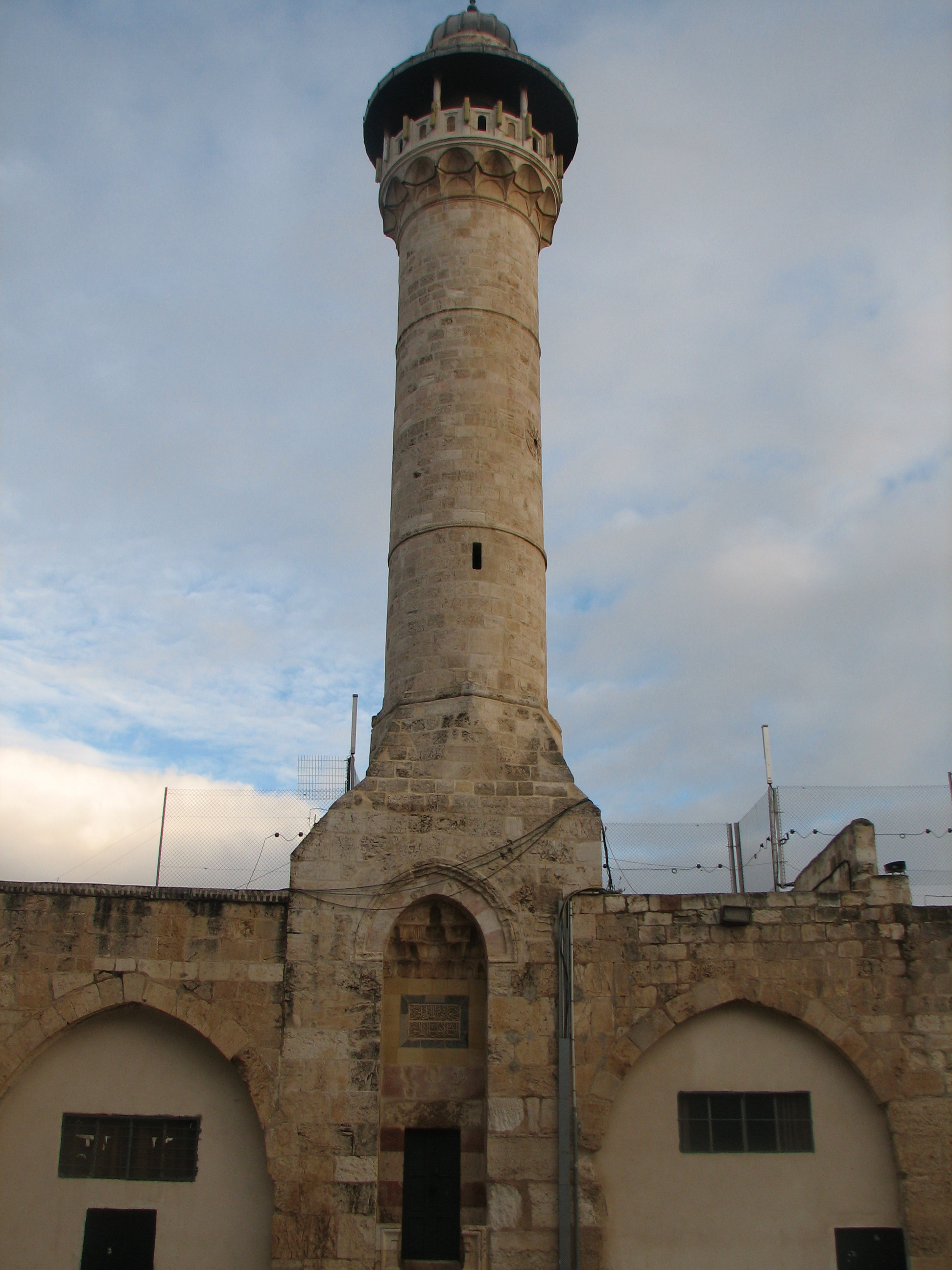
Мінарет Баб аль-Асбат

Мінарет Баб Аль-Асбат (араб. منارة الأسباط, трансліт. Minarat al-Asbat), в перекладі з арабської мови «Мінарет племен» — мінарет в Єрусалимі.
Також відомий, як «Мінарет Салахія», цей варіант назви пояснюється тим, що неподалік розташована школа Салахія. Це один із чотирьох мінаретів Аль-Акси, зведений уздовж північної стіни.

## Історія

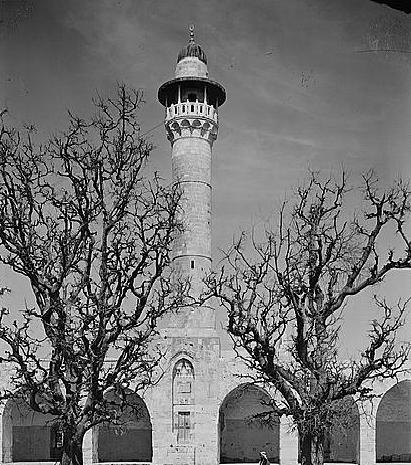
Мінарет Баб Аль-Асбат

Мінарет Баб аль-Асбат був побудований в епоху мамлюків під час правління султана аль-Маліка Ашрафа Шаабана, сина султана Хасана, у 769 р. гіджри / 1367 р.н. е. зусиллями принца Сайфа ад-Діна Кутлу Багхи, губернатора Єрусалиму та інспектора двох Харамів (Харамайн) у 769 р.хіджри / 1367 р.н. е.
В подальшому його кілька разів відбудовували та реконструювали внаслідок пошкоджень через землетруси та військові дії.

## Архітектура
Після руйнувань, спричинених землетрусом у 1586 р.н. е., османська влада відбудувала мінарет Аль-Асбат у формі циліндра, висотою 28,5 м. Проєкт виконано в османському стилі. Ця робота була здійснена султаном Махмудом, сином султана Мухаммеда, у 1007 р.гіджри / 1599 р.н. е. Султан виділив 300 султанських динарів для цієї мети під наглядом Абд аль-Бакі Бека, інспектора двох Харамів і Ахмад Бека, губернатора Єрусалиму та Гази, а також за участю інженера Махмуда, сина Муалліма Абд аль-Мухсіна ібн Нуммара, Халафа аль-Мімара та Муалліма Алі ібн Халіла.
Мінарет складається з циліндричного кам'яного валу (османської конструкції), що піднімається від прямокутної основи на вершині трикутної перехідної зони. Стрижень звужується над балконом муедзина і є прикрашений циркульними вікнами, що вінчає купол цибулястої форми.

У 1346 р.гіджри / 1927 р.н. е. землетрус розтрощив мінарет. Вища Ісламська Рада відбудувала його в тому ж році, збільшивши висоту мінарету, як написано в написі над дверима.
Купол був реконструйований після Єрихонського землетрусу 1927 року.

Наступна реконструкція відбулася вже після арабо-ізраїльської війни в 1387 р. гіджри / 1967 р.н. е. Мінарет довелося відбудовувати, через те, що більша його частина була пошкоджена внаслідок удару, нанесеного ізраїльскою армією. Також конус був покритий свинцем.